# Sheela na Gig

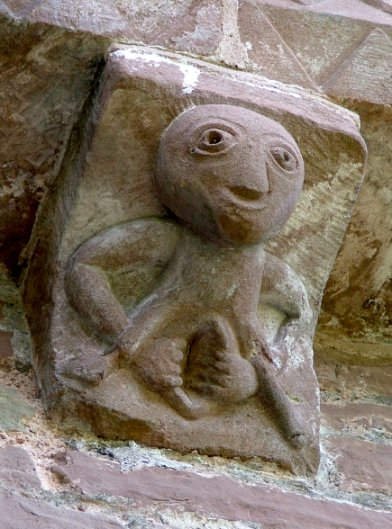
A famosa Sheela na gig de Kilpeck (Inglaterra).

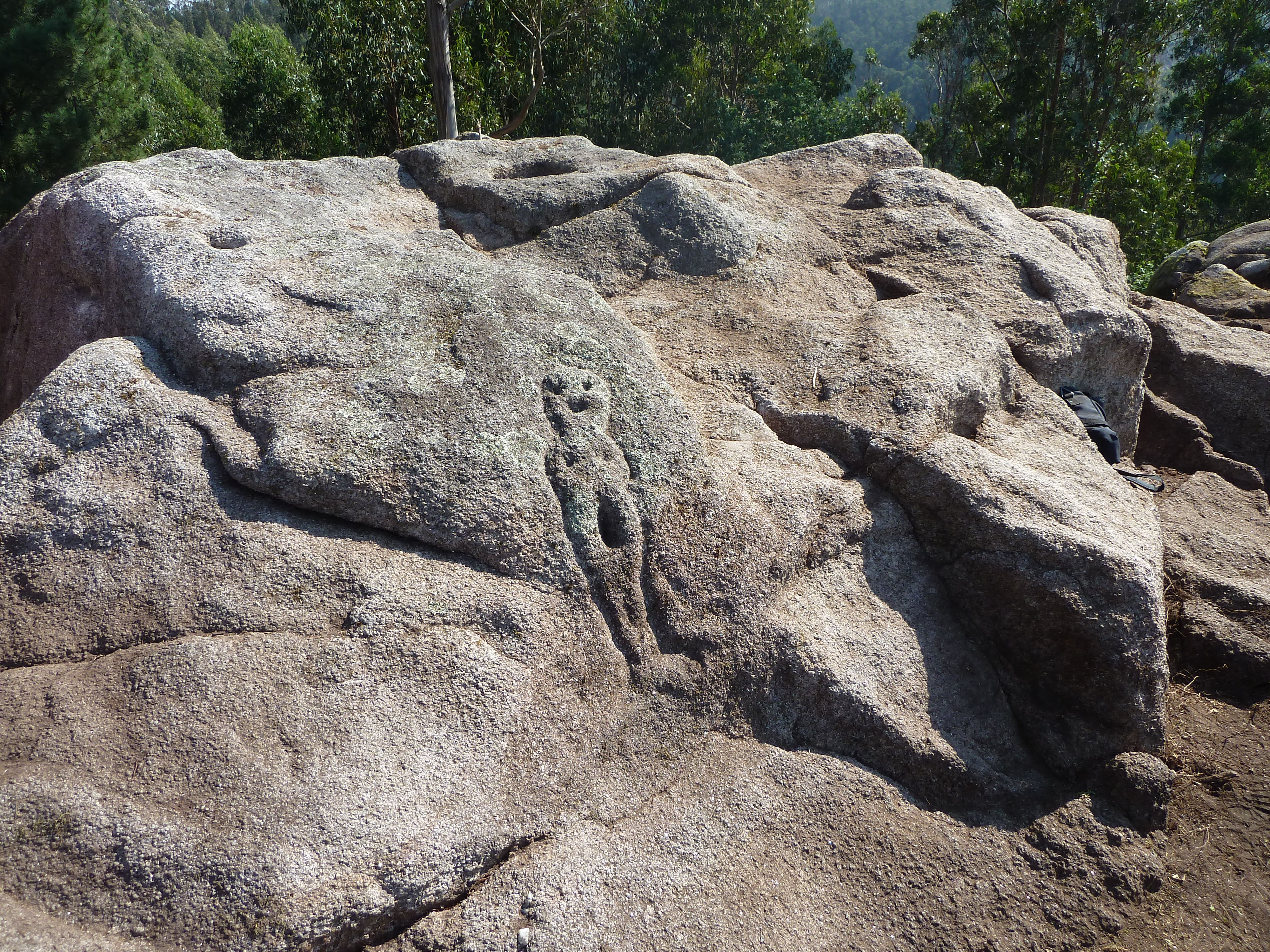
A Moura Pena Furada em Coirós, a figura mais antiga da Europa.

As Sheela na Gigs (ou Sheela-na-Gigs) são talhas figurativas de mulheres nuas mostrando uma vulva exagerada. Encontram-se principalmente em igrejas, castelos e outras edificações, especialmente na Irlanda e Grã-Bretanha, às vezes junto a figuras masculinas. Irlanda conta com o maior número de talhas Sheela na Gig conhecidas: em The Sheela-na-Gigs of Ireland and Britain: The Divine Hag of the Christian Celts – An Illustrated Guide, Jack Roberts e Joanne McMahon citam 101 exemplos na Irlanda frente a 45 na Grã-Bretanha.
Diz-se que estas talhas guardam da morte e o mal. Outras figuras grotescas como gárgulas são frequentes em igrejas de toda a Europa, sendo comum dizer que a sua presença afasta os espíritos malvados (veja-se Magia apotropaica). São comuns sobre portas e janelas, para proteger estas aberturas[carece de fontes?]	.

## Origem daSheela na Gig
Existe controvérsia a respeito da origem destas figuras. Um ponto de vista, sustentado por Anthony Weir e James Jerman, é que as Sheelas foram talhadas pela primeira vez na França e na Espanha no século XI, e o motivo chegou depois à Grã-Bretanha e Irlanda no século XII. A obra de Weir e Jerman foi uma continuação da investigação iniciada por Jørgen Andersen, que escreveu The witch on the wall (1977), o primeiro livro sério sobre as Sheela na Gigs. Eamonn Kelly, Conservador de Antiguidades Irlandesas do Museu Nacional da Irlanda em Dublin, fala no seu livro Sheela-na-gigs: origins and functions sobre a distribuição das Sheelas na Irlanda para apoiar a teoria de Weir e Jerman: quase todas as Sheelas conservadas in situ estão em regiões conquistadas pelos anglonormandos (século XII), enquanto nas zonas que permaneceram «irlandesas nativas» aparecem só umas poucas. Weir e Jerman também argumentam em Images of lust que a sua localização nas igrejas e a sua fealdade com respeito aos standards medievais sugerem que foram usadas para representar a luxuria feminina como horrível e pecaminosamente corrompedora.
Uma outra teoria, exposta por Jack Roberts e Joanne McMahon, é que as talhas são vestígios dum culto pré-cristão de fertilidade ou à Deusa Mãe. Roberts e McMahon apontam para o que eles afirmam ser diferenças em materiais e estilos de algumas Sheelas de suas estruturas circundantes, e que algumas parecem rotacionadas, para apoiar a ideia de que foram incorporadas de estruturas anteriores em edifícios cristãos primitivos. Existem diferenças entre as típicas figuras exibicionistas "continentais" e as Sheelas irlandesas, incluindo a escassez de figuras masculinas na Irlanda e na Grã-Bretanha, mais frequentes no continente, onde também aparecem posturas mais "contorcionistas".
Em 2011 foi achada em Coirós, Galiza, uma figura de Sheela-na-gig do século I. Trata-se, portanto, da figura mais antiga da Europa.

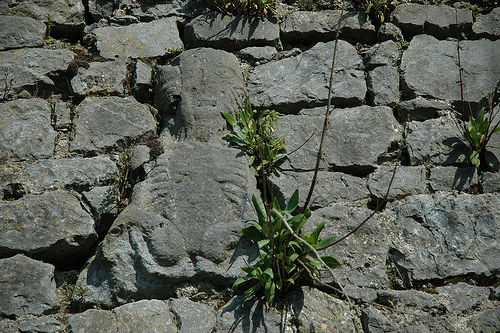
Sheela na Gig num muro da cidade de Fethard (Condado de Tipperary, Irlanda).